# Utes
L'Utes (in cirillico: Утёс) è un sistema missilistico costiero fortificato di fabbricazione sovietica, sviluppato dall'OKB-52 a partire dal 1961 ed entrato in servizio nel 1973 che, a causa della dissoluzione dell'URSS, è caduto in disuso salvo poi essere ripristinato in servizio nel 2016.
Costituito da una serie di lanciatori binati in grado di ritrarsi all'interno di silos facenti parte di una complessa cittadella fortificata sotterranea, il sistema è stato prodotto in soli due esemplari dislocati agli antipodi settentrionali dell'allora Unione Sovietica: l'Object-100 posizionato su Capo Aya in Crimea e l'Object 101 collocato sull'isola Kil'din nella penisola di Kola.
Talvolta chiamato 4K44, dal missile antinave che ha impiegato fino alla sua radiazione dal servizio, o Sopka, dal missile impiegato dal sistema di difesa costiera da cui ha ereditato silo e fortificazioni, il sistema Utes dislocato sulla costa della Crimea è attualmente in servizio attivo nei ranghi della marina militare russa.
Entro il 2020 è stato previsto il riarmo dell'Utes con i più avanzati sistemi costieri fissi Bastion-S.

## Storia
Nel 1954, all'apice della Guerra Fredda, venne intrapresa la costruzione di impianti missilistici fortificati nella penisola di Crimea nei pressi di Sebastopoli. Tali fortificazioni, il cui nome in codice era Object 100, ospitarono a partire dall'estate 1957 una serie di lanciatori S-2 Strela, versione fissa dell'S-2 Sopka. Il 25 luglio 1957 la commissione statale dell'URSS ratificò l'accettazione dell'Object 100, nei cui bunker sotterranei stazionava un intero reggimento missilistico.
Nel 1961 si decise di equipaggiare l'Object 100 con i più moderni P-35B, gli stessi impiegati dal sistema mobile 4K44 Redut: il riarmo, che si concluse il 30 maggio 1971 in occasione del test di lancio pienamente riuscito di un P-35B contro un bersaglio marittimo, diede vita al sistema missilistico Utes.
Consegnato alle forze armate sovietiche nel 1972, l'Utes entrò ufficialmente in servizio nel 1973. Contemporaneamente, vennero avviati i lavori sull'Object 101 nella penisola di Kola che terminarono nel 1976. Nel 1982, il complesso subì nuovamente un profondo ammodernamento ed adottò il missile 3M44 Progress in grado di trasportare testate nucleari.
Per l'Object 100 stazionato in Crimea, l'ultimo lancio di addestramento sotto le insegne sovietiche è stato effettuato nel 1993, mentre per l'Object 101 l'ultimo lancio della sua vita operativa è avvenuto nel 1995. A seguito dello scioglimento dell'URSS e secondo quanto stabilito nell'accordo sulla divisione della flotta sovietica del Mar Nero datato 1996, l'Object-100 è passato alle forze armate ucraine le quali hanno condotto ultimo lancio di addestramento del sistema nel 1997.
Nel 2014, successivamente al referendum ed annessione della Crimea da parte della Federazione Russa, la marina militare russa si è attivamente dedicata alla riattivazione dei lanciatori fortificati presenti nel sito, dal quale pare operino anche unità mobili del tipo Bastion-P.
A quasi vent'anni dalla disattivazione, nel 2016 l'Utes ha condotto il primo lancio di prova dopo le riparazioni.

## Caratteristiche
Caratteristica principale dell'Utes è la complessa rete di bunker e fortificazioni sotterranee in calcestruzzo termo-resistenti che comprendevano, oltre a posti di comando, depositi di munizioni ed officine, anche centrali elettriche, unità di filtrazione e ventilazione, riserve di carburante, acqua e cibo.
Tale impostazione, rendeva l'Utes una sorta di cittadella fortificata in grado di operare anche in seguito ad un attacco atomico. I missili venivano movimentati su di speciali carrelli su rotaia e venivano collocati nei lanciatori da speciali meccanismi.
Successivamente la ripresa del servizio presso la marina russa, non è noto se tutte le strutture della cittadella siano state recuperate durante la riqualificazione.

## Impiego
Il 28 aprile 2017 gli addetti al sistema Utes dislocato in Crimea hanno condotto lanci d'addestramento con il P-35. Il missile ha volato per circa 20 minuti prima di colpire il bersaglio in navigazione a 170 km dalla costa.
A fine 2019, un'esercitazione che ha coinvolto 30 navi, un sottomarino e numerosi equipaggi delle forze aerospaziali russe ha visto l'Utes lanciare due missili contro bersagli navali.
Nel 2020, il complesso Utes ha condotto tre lanci di esercitazione.

## Composizione
Il sistema missilistico Utes schierato in Crimea, prima della sua disattivazione nel 1993, comprendeva due divisioni, per un totale di:
- 4 lanciatori binati
- 8 missili anti-nave (P-35B o 34MM Progress)
- 1 radar di acquisizione bersagli Mys
- 1 radar di scorta Burun
- 1 radar di tiro S-1M

## Versioni
Object-100: situato a circa 100 m sul livello del mare, è passato alle dipendenze della marina militare russa nel 2014; la prontezza al combattimento è stata ripristinata nel 2016.
Object-101: completato nel 1976, è rimasto in servizio fino al 1995 quando il reggimento fu sciolto; da allora il sistema missilistico versa in stato di abbandono.

## Utilizzatori
Presenti
 Russia
- Voenno-morskoj flot

Passati
 Unione Sovietica
- Voenno-morskoj flot

 Ucraina
- Viys'kovo-Morsky Syly Ukrayiny